# 2004-es Teen Choice Awards
A 2004-es Teen Choice Awards a 2003-as év legjobb filmes, televíziós és zenés alakításait értékelte. A díjátadót 2004. augusztus 8-án tartották a kaliforniai Universal Amphitheatreben, a műsor házigazdája Paris Hilton és Nicole Richie volt. A ceremóniát a Fox televízióadó közvetítette élőben.

## Győztesek és jelöltek

### Filmek
Forrás:
| Legjobb akció-kalandfilm | Legjobb színész akció-kalandfilmben |
| --- | --- |
| - Harry Potter és az azkabani fogoly - Holnapután - Pokolfajzat - Kill Bill 2. - A Gyűrűk Ura: A király visszatér - Mátrix – Forradalmak - Trója - Van Helsing | - Brad Pitt – Trója - Orlando Bloom – A Gyűrűk Ura: A király visszatér & Trója - Hugh Jackman – Van Helsing - Dwayne "The Rock" Johnson – Emelt fővel - Mekhi Phifer – Honey - Keanu Reeves – Mátrix – Forradalmak - Arnold Schwarzenegger – Terminátor 3. – A gépek lázadása - Elijah Wood – A Gyűrűk Ura: A király visszatér |
| Legjobb színész akció-kalandfilmben | Legjobb vígjáték |
| - Halle Berry – Gothika - Jessica Alba – Honey - Kate Beckinsale – Underworld és Van Helsing - Mandy Moore – Szabadság, szerelem - Carrie-Anne Moss – Mátrix – Forradalmak - Julia Stiles – Mona Lisa mosolya és Én és a hercegem - Uma Thurman – Kill Bill 2. - Liv Tyler – A Gyűrűk Ura: A király visszatér | - Shrek 2. - Hirtelen 30 - Az 50 első randi - Amerikai pite: Az esküvő - Mi a manó - Nem férek a bőrödbe - Bajos csajok - Rocksuli |
| Legjobb színész vígjátékban | Legjobb színésznő vígjátékban |
| - Adam Sandler – Az 50 első randi - Jack Black – Rocksuli - Will Ferrell – Mi a manó - Topher Grace – Nyerj egy randit Tad Hamiltonnal! - Mark Ruffalo – Hirtelen 30 - Seann William Scott – Amerikai pite: Az esküvő - Ben Stiller – Starsky és Hutch - Owen Wilson – Starsky és Hutch | - Lindsay Lohan – Bajos csajok - Drew Barrymore – Az 50 első randi - Kate Bosworth – Nyerj egy randit Tad Hamiltonnal! - Jennifer Garner – Hirtelen 30 - Alyson Hannigan – Amerikai pite: Az esküvő - Kate Hudson – Kisanyám - Avagy mostantól minden más - Rachel McAdams – Bajos csajok - Queen Latifah – Birkanyírás 2. |
| Legjobb randifilm | Legjobb thriller |
| - Az 50 első randi - Hirtelen 30 - Derült égből Polly - Szabadság, szerelem - Honey - Szerelemért szerelem - Nyerj egy randit Tad Hamiltonnal! - Utcai tánc | - A texasi láncfűrészes - Pillangó-hatás - Holtak hajnala - Freddy vs. Jason - Gothika - A titkos ablak - Underworld - Van Helsing |
| Legjobb film, amit a szüleid nem akarnák hogy láss | Legidegesítőbb karakter |
| - Amerikai pite: Az esküvő - Holtak hajnala - Eurotúra - Freddy vs. Jason - Szüzet szüntess - Kill Bill 2. - Horrorra akadva 3. - A texasi láncfűrészes | - Seann William Scott – Amerikai pite: Az esküvő - Kirsten Dunst – Mona Lisa mosolya - Judy Greer – Hirtelen 30 - Rachel McAdams – Bajos csajok - Mandy Moore – A rosszak jobbak - Andy Serkis – A Gyűrűk Ura: A király visszatér - Sarah Silverman – Rocksuli - Billy Bob Thornton – Tapló télapó |
| Legjobb áttörő alakítást nyújtó színész | Legjobb áttörő alakítást nyújtó színésznő |
| - Chad Michael Murray – Los Angeles-i tündérmese - Jonathan Bennett – Bajos csajok - Josh Duhamel – Nyerj egy randit Tad Hamiltonnal! - Matthew Goode – Szabadság, szerelem - Omari "Omarion" Grandberry – Utcai tánc - Garrett Hedlund – Trója - Lil' Romeo – Honey - Tom Welling – Tucatjával olcsóbb | - Lindsay Lohan – Nem férek a bőrödbe, Egy hisztérika feljegyzései, és Bajos csajok - Jessica Alba – Honey - Keisha Castle-Hughes – A bálnalovas - Scarlett Johansson – Elveszett jelentés és Halálbiztos vizsga - Keira Knightley – A Karib-tenger kalózai: A Fekete Gyöngy átka és Artúr király - Rachel McAdams – Bajos csajok és Szerelmünk lapjai - Eva Mendes – Halálosabb iramban, Volt egyszer egy Mexikó, Időzavarban és Túl közeli rokon - Christina Milian – Szerelemért szerelem |
| Legjobb kémia filmben | Legjobb csók |
| - Orlando Bloom és Keira Knightley – A Karib-tenger kalózai: A Fekete Gyöngy átka - Jessica Alba és Mekhi Phifer – Honey - Nick Cannon és Christina Milian – Szerelemért szerelem - Jennifer Garner és Mark Ruffalo – Hirtelen 30 - Hugh Jackman és Kate Beckinsale – Van Helsing - Lindsay Lohan és Jonathan Bennett – Bajos csajok - Adam Sandler és Drew Barrymore – Az 50 első randi - Ben Stiller és Owen Wilson – Starsky és Hutch | - Orlando Bloom és Keira Knightley – A Karib-tenger kalózai: A Fekete Gyöngy átka - Jessica Alba és Mekhi Phifer – Honey - Kate Bosworth és Topher Grace – Nyerj egy randit Tad Hamiltonnal! - Jason Biggs és Alyson Hannigan – Amerikai pite: Az esküvő - Nick Cannon és Christina Milian – Szerelemért szerelem - Jennifer Garner és Mark Ruffalo – Hirtelen 30 - Adam Sandler és Drew Barrymore – Az 50 első randi - Piper Perabo és Ashton Kutcher – Tucatjával olcsóbb                  |
| Leghisztisebb karakter | Legjobb harc |
| - Lindsay Lohan – Nem férek a bőrödbe - Jason Biggs – Amerikai pite: Az esküvő - Jennifer Garner – Hirtelen 30 - Topher Grace – Nyerj egy randit Tad Hamiltonnal! - Ashton Kutcher – Tucatjával olcsóbb - Rachel McAdams – Bajos csajok - Mandy Moore – A rosszak jobbak - Ben Stiller – Derült égből Polly | - Johnny Depp vs. Geoffrey Rush – A Karib-tenger kalózai: A Fekete Gyöngy átka - A gondori csata – A Gyűrűk Ura: A király visszatér - Tom Cruise vs. Hiroyuki Sanada – Az utolsó szamuráj - Hugh Jackman vs. Richard Roxburgh – Van Helsing - Lindsay Lohan vs. Rachel McAdams – Bajos csajok - Brad Pitt vs. Eric Bana – Trója - Keanu Reeves vs. Hugo Weaving – Mátrix – Forradalmak - Uma Thurman vs. Daryl Hannah – Kill Bill 2.                                                         |
| Leghazudósabb karakter | Legkínosabb jelenet |
| - Johnny Depp – A Karib-tenger kalózai: A Fekete Gyöngy átka - Jack Black – Rocksuli - Nick Cannon – Szerelemért szerelem - Josh Duhamel – Nyerj egy randit Tad Hamiltonnal! - Matthew Goode – Szabadság, szerelem - Eugene Levy – New York-i bújócska - Lindsay Lohan – Bajos csajok - Andy Serkis – A Gyűrűk Ura: A király visszatér                                                                                                   | - Lindsay Lohan – Bajos csajok - Kate Bosworth – Nyerj egy randit Tad Hamiltonnal! - Hilary Duff – Tucatjával olcsóbb - Jennifer Garner – Hirtelen 30 - Rachel McAdams – Bajos csajok - Mary-Kate and Ashley Olsen – New York-i bújócska - Seann William Scott – Amerikai pite: Az esküvő - Ben Stiller – Derült égből Polly |
| Legjobb nyári film | |
| - Pókember 2. - A híres Ron Burgundy legendája - Los Angeles-i tündérmese - Kidobós: Sok flúg disznót győz - Harry Potter és az azkabani fogoly - Én, a robot - Artúr király - Szerelmünk lapjai - Shrek 2. - Feketék fehéren | |

### Televíziós
Forrás:
| Legjobb dráma/akció-kalandsorozat | Legjobb színész dráma/akció-kalandsorozatban |
| --- | --- |
| - A narancsvidék - Hetedik mennyország - Alias - American Dreams - Everwood - Isteni sugallat - Tuti gimi - Smallville | - Adam Brody – A narancsvidék - Josh Duhamel – Las Vegas - David Gallagher – Hetedik mennyország - Ben McKenzie – A narancsvidék - Chad Michael Murray – Tuti gimi - Mekhi Phifer – Vészhelyzet - Gregory Smith – Everwood - Tom Welling – Smallville                                |
| Legjobb színésznő dráma/akció-kalandsorozatban | Legjobb vígjátéksorozat |
| - Jennifer Garner – Alias - Mischa Barton – A narancsvidék - Rachel Bilson – A narancsvidék - Hilarie Burton – Tuti gimi - Kristin Kreuk – Smallville - Brittany Snow – American Dreams - Amber Tamblyn – Isteni sugallat - Emily VanCamp – Everwood                                  | - Jóbarátok - The Bernie Mac Show - Szívek szállodája - Már megint Malcolm - Dokik - A Simpson család - Azok a 70-es évek show - That’s So Raven |
| Legjobb színész vígjátéksorozatban | Legjobb színésznő vígjátéksorozatban |
| - Ashton Kutcher – Azok a 70-es évek show - Anthony Anderson – All About the Andersons - Zach Braff – Dokik - Topher Grace – Azok a 70-es évek show - Matt LeBlanc – Jóbarátok - Bernie Mac – The Bernie Mac Show - Frankie Muniz – Már megint Malcolm - Matthew Perry – Jóbarátok    | - Jennifer Aniston – Jóbarátok - Alexis Bledel – Szívek szállodája - Amanda Bynes – Tesóm nyakán - Kaley Cuoco – Pimaszok, avagy kamaszba nem üt a mennykő - Eve – Eve - Jennifer Freeman – Életem értelmei - Mila Kunis – Azok a 70-es évek show - Raven-Symoné – That’s So Raven   |
| Legjobb valóságshow | Legjobb férfi valóságshowszereplő |
| - Punk’d - Topmodell leszek - American Idol - Fear Factor - Newlyweds: Nick and Jessica - Pimp My Ride - The Simple Life: Interns - Survivor | - Ashton Kutcher – Punk’d - Rupert Boneham – Survivor - Simon Cowell – American Idol - Nick Lachey – Newlyweds: Nick and Jessica - Ty Pennington – A nagy házátalakítás és Csereszobaszépítők - Bill Rancic – The Apprentice - Donald Trump – The Apprentice - Xzibit – Pimp My Ride |
| Legjobb női valóságshowszereplő | Legjobb késő esti műsor |
| - Jessica Simpson – Newlyweds: Nick and Jessica - Paula Abdul – American Idol - Tyra Banks – Topmodell leszek - Fantasia Barrino – American Idol - Paris Hilton – The Simple Life - Yoanna House – Topmodell leszek - Amber Mariano – Survivor - Meredith Phillips – The Bachelorette | - Saturday Night Live - Chappelle’s Show - Jimmy Kimmel Live! - Last Call with Carson Daly - The Late Late Show with Craig Kilborn - Late Night with Conan O'Brien - David Letterman show - Mad TV                                                                                   |
| Legkiemelkedőbb műsor | Legjobb áttörő alakítást nyújtó színész |
| - A narancsvidék - The Apprentice - Chappelle’s Show - Eve - Isteni sugallat - Tuti gimi - The Swan - Tru Calling – Az őrangyal | - Chad Michael Murray – Tuti gimi - Adam Brody – A narancsvidék - Josh Duhamel – Las Vegas - Kevin Hart – The Big House - Tyler Hoechlin – Hetedik mennyország - James Lafferty – Tuti gimi - Ben McKenzie – A narancsvidék - Jason Ritter – Isteni sugallat                         |
| Legjobb áttörő alakítást nyújtó színésznő | Legjobb segítőtárs |
| - Mischa Barton – A narancsvidék - Rachel Bilson – A narancsvidék - Hilarie Burton – Tuti gimi - Eliza Dushku – Tru Calling – Az őrangyal - Eve – Eve - Bethany Joy Galeotti – Tuti gimi - Parminder Nagra – Vészhelyzet - Amber Tamblyn – Isteni sugallat                            | - Sean Hayes – Will és Grace - James Badge Dale – 24 - Donald Faison – Dokik - Vanessa Lengies – American Dreams - Bethany Joy Galeotti – Tuti gimi - Allison Mack – Smallville - Chris Pratt – Everwood - Wilmer Valderrama – Azok a 70-es évek show                                |
| Legjobb tévés személyiség | |
| - Ashton Kutcher - Sean Combs - Simon Cowell - Paris Hilton - Ryan Seacrest - Jessica Simpson - Donald Trump - Xzibit | |

### Zene
Forrás:
| Legjobb férfi zenész | Legjobb női zenész |
| --- | --- |
| - Justin Timberlake - Clay Aiken - Chingy - Jay-Z - Ludacris - John Mayer - Usher - Kanye West | - Avril Lavigne - Christina Aguilera - Beyoncé - Hilary Duff - Janet Jackson - Jennifer Lopez - Jessica Simpson - Britney Spears |
| Legjobb R&B zenész | Legjobb rapper |
| - Usher - Beyoncé - The Black Eyed Peas - Alicia Keys - Sean Paul - Justin Timberlake - Kanye West - Mario Winans | - D12 - Cassidy - Chingy - Missy Elliott - J-Kwon - Jay-Z - Ludacris - Twista |
| Legjobb rockzenész | Legjobb zeneszám |
| - Evanescence - 3 Doors Down - Good Charlotte - Hoobastank - Maroon 5 - New Found Glory - Simple Plan - Yellowcard | - "Toxic" – Britney Spears - "Baby Boy" – Beyoncé feat. Sean Paul - "Hey Ya!" – OutKast - "I Don't Wanna Know" – Mario Winans feat. Enya, P. Diddy - "Milkshake" – Kelis - "My Immortal" – Evanescence - "This Love" – Maroon 5 - "Yeah!" – Usher feat. Lil Jon, Ludacris                                            |
| Legjobb album | Legjobb R&B szám |
| - Confessions – Usher - The College Dropout – Kanye West - Dangerously in Love – Beyoncé - Elephunk – The Black Eyed Peas - Fallen – Evanescence - In This Skin – Jessica Simpson - Songs About Jane – Maroon 5 - Speakerboxxx/The Love Below – OutKast | - "Yeah!" – Usher feat. Lil Jon, Ludacris - "Fell in Love with a Boy" – Joss Stone - "I Don't Wanna Know" – Mario Winans feat. Enya, P. Diddy - "If I Ain't Got You" – Alicia Keys - "Naughty Girl" – Beyoncé - "Sorry 2004" – Ruben Studdard - "Talk About Our Love" – Brandy - "Walked Outta Heaven" – Jagged Edge |
| Legjobb Hip-Hop/rapszám | Legjobb rockszám |
| - "Where Is the Love?" – The Black Eyed Peas - "All Falls Down" – Kanye West feat. Syleena Johnson - "Dirt off Your Shoulder" – Jay Z - "One Call Away" – Chingy feat. J-Weav - "Salt Shaker" – Ying Yang Twins feat. Lil Jon, The East Side Boyz - "Stand Up" – Ludacris feat. Shawnna - "Tipsy" – J-Kwon - "The Way You Move" – OutKast feat. Sleepy Brown                                                       | - "This Love" – Maroon 5 - "Feeling This" – Blink-182 - "Here Without You" – 3 Doors Down - "Hold On" – Good Charlotte - "It's My Life" – No Doubt - "My Immortal" – Evanescence - "The Reason" – Hoobastank - "Somewhere I Belong" – Linkin Park                                                                    |
| Legjobb szerelmes szám | Legkiemelkedőbb zenész |
| - "I Miss You" – Blink-182 - "8th World Wonder" – Kimberly Locke - "Burn" – Usher - "Everytime" – Britney Spears - "If I Ain't Got You" – Alicia Keys - "The Reason" – Hoobastank - "Sorry 2004" – Ruben Studdard - "Take My Breath Away" – Jessica Simpson | - Maroon 5 - Clay Aiken - Hilary Duff - J-Kwon - Ruben Studdard - Kanye West - Mario Winans - Yellowcard |
| Legjobb kollaboráció | Legjobb turné |
| - "Yeah!" – Usher feat. Lil Jon, Ludacris - "Baby Boy" – Beyoncé feat. Sean Paul - "Frontin'" – Pharrell feat. Jay Z - "I Don't Wanna Know" – Mario Winans feat. Enya, P. Diddy - "Me Against the Music" – Britney Spears feat. Madonna - "Shake Ya Tailfeather" – Nelly, Diddy, Murphy Lee - "The Way You Move" – OutKast feat. Sleepy Brown - "Where Is the Love?" – The Black Eyed Peas feat. Justin Timberlake | - No Doubt és Blink-182 - 3 Doors Down és Nickelback - Incubus és The Vines - Ladies First Tour (Beyoncé, Missy Elliott és Alicia Keys) - Avril Lavigne - John Mayer és Maroon 5 - Jessica Simpson - Britney Spears                                                                                                  |
| Legjobb nyári szám | |
| - "Pieces of Me" – Ashlee Simpson - "Burn" – Usher - "Dip It Low" – Christina Milian - "If I Ain't Got You" – Alicia Keys - "The Reason" – Hoobastank - "Slow Motion" – Juvenile feat. Soulja Slim - "Turn Me On" – Kevin Lyttle - "Welcome Back" – Mase | |

### Egyéb
| Legszexibb férfi | Legszexibb nő |
| --- | --- |
| - Orlando Bloom - Adam Brody - Ashton Kutcher - Chad Michael Murray - Brad Pitt - Justin Timberlake - Usher - Tom Welling   | - Jessica Simpson - Jessica Alba - Beyoncé - Kate Hudson - Keira Knightley - Rachel McAdams - Eva Mendes - Britney Spears |
| Legjobb humorista | Legjobb férfi atléta |
| - Adam Sandler - Jack Black - Jim Carrey - Dave Chappelle - Jimmy Fallon - Will Ferrell - Tina Fey - Chris Rock             | - Tony Hawk - Lance Armstrong - Tom Brady - Kobe Bryant - Dale Earnhardt Jr. - Derek Jeter - Phil Mickelson - Tiger Woods |
| Legjobb női atléta | Legjobb férfi divatikon                                                                                                   |
| - Mia Hamm - Sue Bird - Bethany Hamilton - Betty Lennox - Meg Mallon - Maria Sharapova - Annika Sörenstam - Serena Williams | - Brad Pitt - Johnny Depp - Jay-Z - Tobey Maguire - Chad Michael Murray - Ryan Seacrest - Will Smith - Justin Timberlake  |
| Legjobb női divatikon | |
| - Jessica Simpson - Mischa Barton - Halle Berry - Kate Hudson - Avril Lavigne - Rachel McAdams - Nicole Richie - Liv Tyler  | |

## Műsorvezetők
A gálán az alábbi műsorvezetők működtek közre:
- Jessica Alba
- Tyra Banks
- Mischa Barton
- Seth Green
- Anne Hathaway
- Tony Hawk
- Sean Hayes
- Jon Heder
- J-Kwon
- Janet Jackson
- Jesse James
- Kristin Kreuk
- James Lafferty
- Leatherface
- Matthew Lillard
- Jesse McCartney
- Christina Milian
- Brittany Murphy
- Chad Michael Murray
- Kelly Osbourne
- Sharon Osbourne
- Chris Pratt
- Raven-Symoné
- Redman
- Method Man
- Dax Shepard
- Gregory Smith
- Verne Troyer
- Wilmer Valderrama
- Alexa Vega
- Makenzie Vega
- Tom Welling
- Serena Williams
- Xzibit

## Fordítás
- Ez a szócikk részben vagy egészben  a(z)   2004 Teen Choice Awards című angol Wikipédia-szócikk fordításán alapul.  Az eredeti cikk szerkesztőit annak laptörténete sorolja fel. Ez a jelzés csupán a megfogalmazás eredetét és a szerzői jogokat jelzi, nem szolgál a cikkben szereplő információk forrásmegjelöléseként.